# Dryopteris woynarii
Dryopteris woynarii är en träjonväxtart som beskrevs av Werner Hugo Paul Rothmaler. Dryopteris woynarii ingår i släktet Dryopteris och familjen Dryopteridaceae. Inga underarter finns listade.